# Leh
Leh fue la antigua capital del reino de Ladakh en los himalayas. Actualmente lo es del distrito de Leh y del territorio de Ladakh, India. En el pueblo aún se destacan las ruinas del palacio de Leh, dicho palacio era la residencia de la familia real de Ladakh, que es similar a una copia reducida del palacio Potala. Leh se encuentra a una altitud de 3650 m s. n. m. Leh posee una población de 30870 habitantes (2011).

## Geografía
La altitud media es 3650 m s. n. m. Lluvias medias anuales 90 mm; temperaturas pueden oscilar de −28 °C en invierno a 33 °C en verano.

## Galería

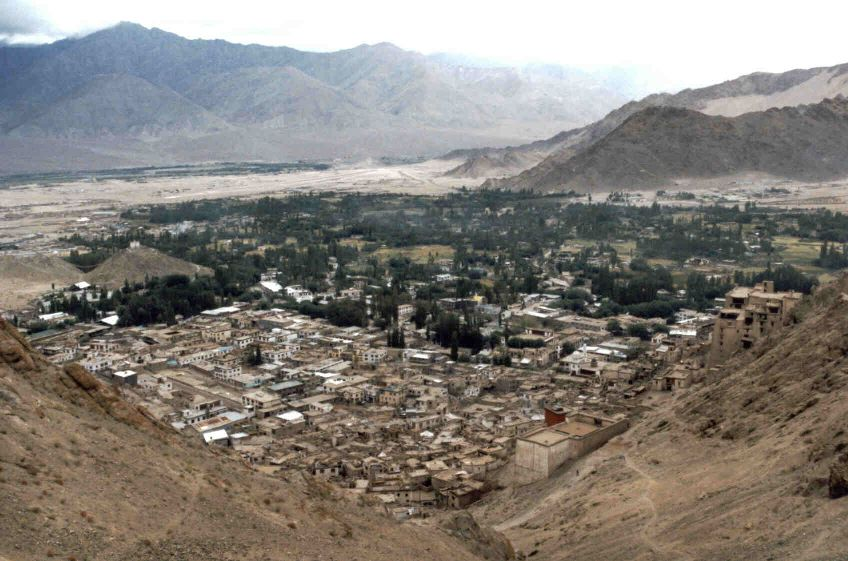
Vista de Leh desde la colina Namgyal
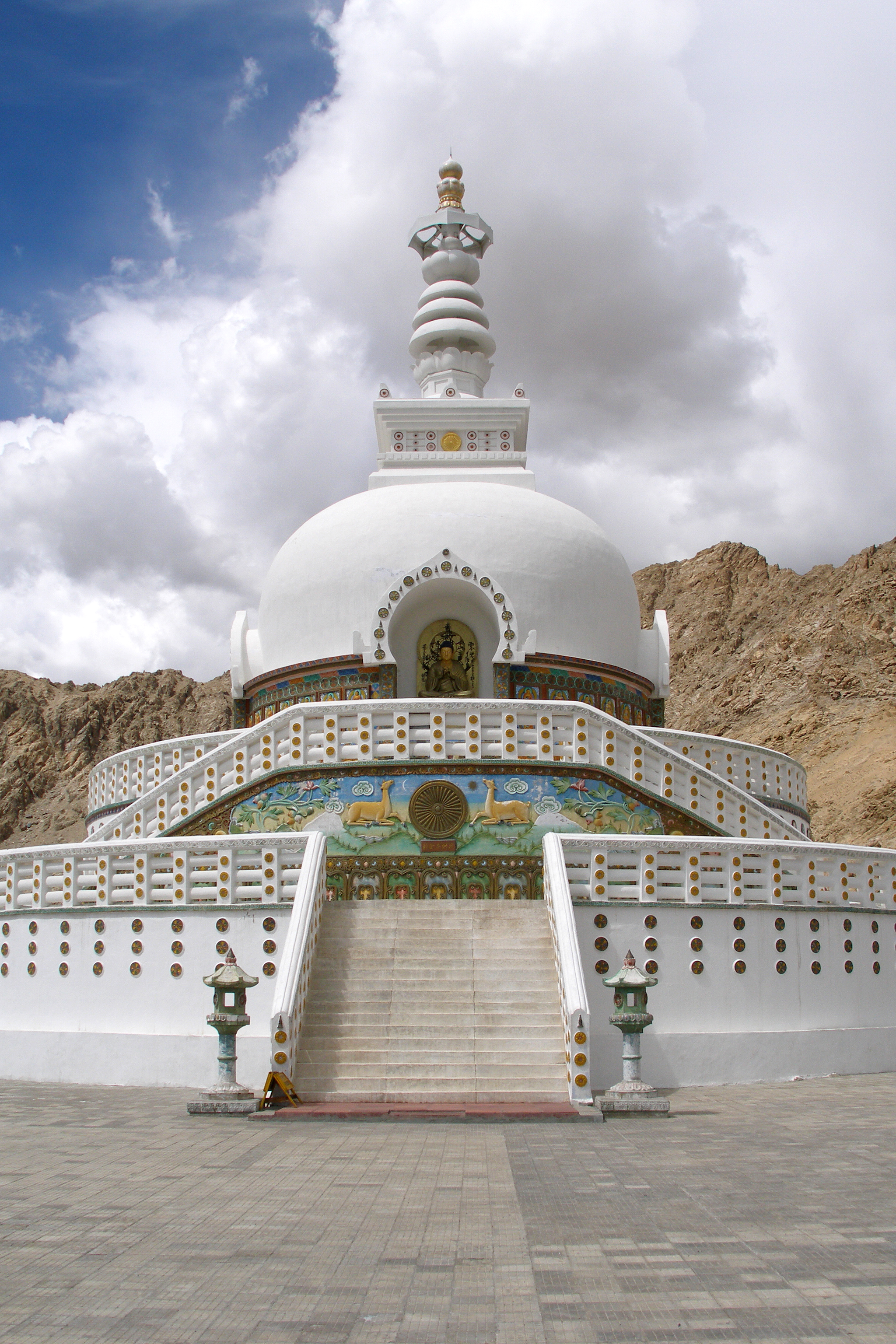
Shanti Stupa, construido en 1983 por japoneses
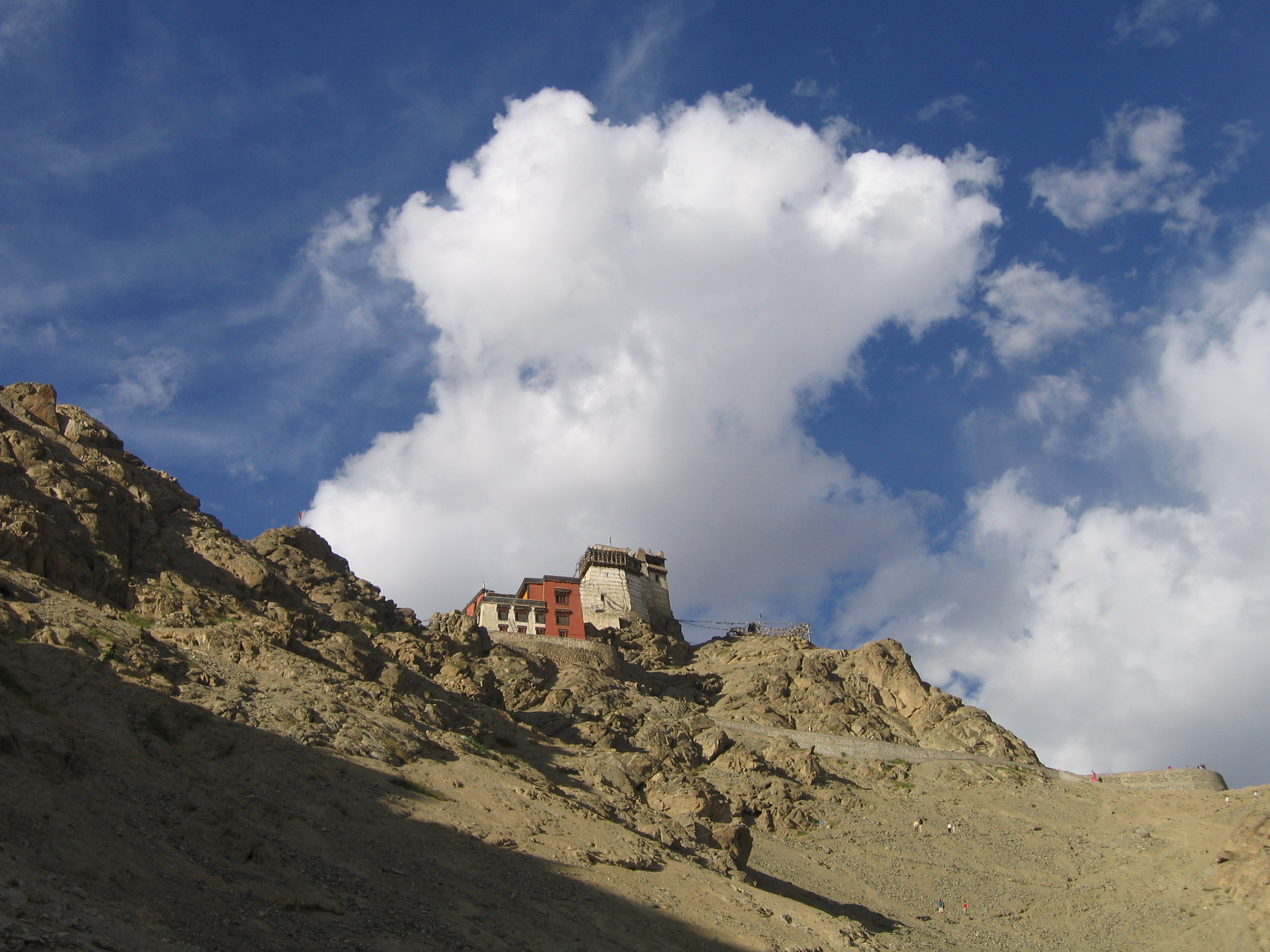
Palacio de Leh
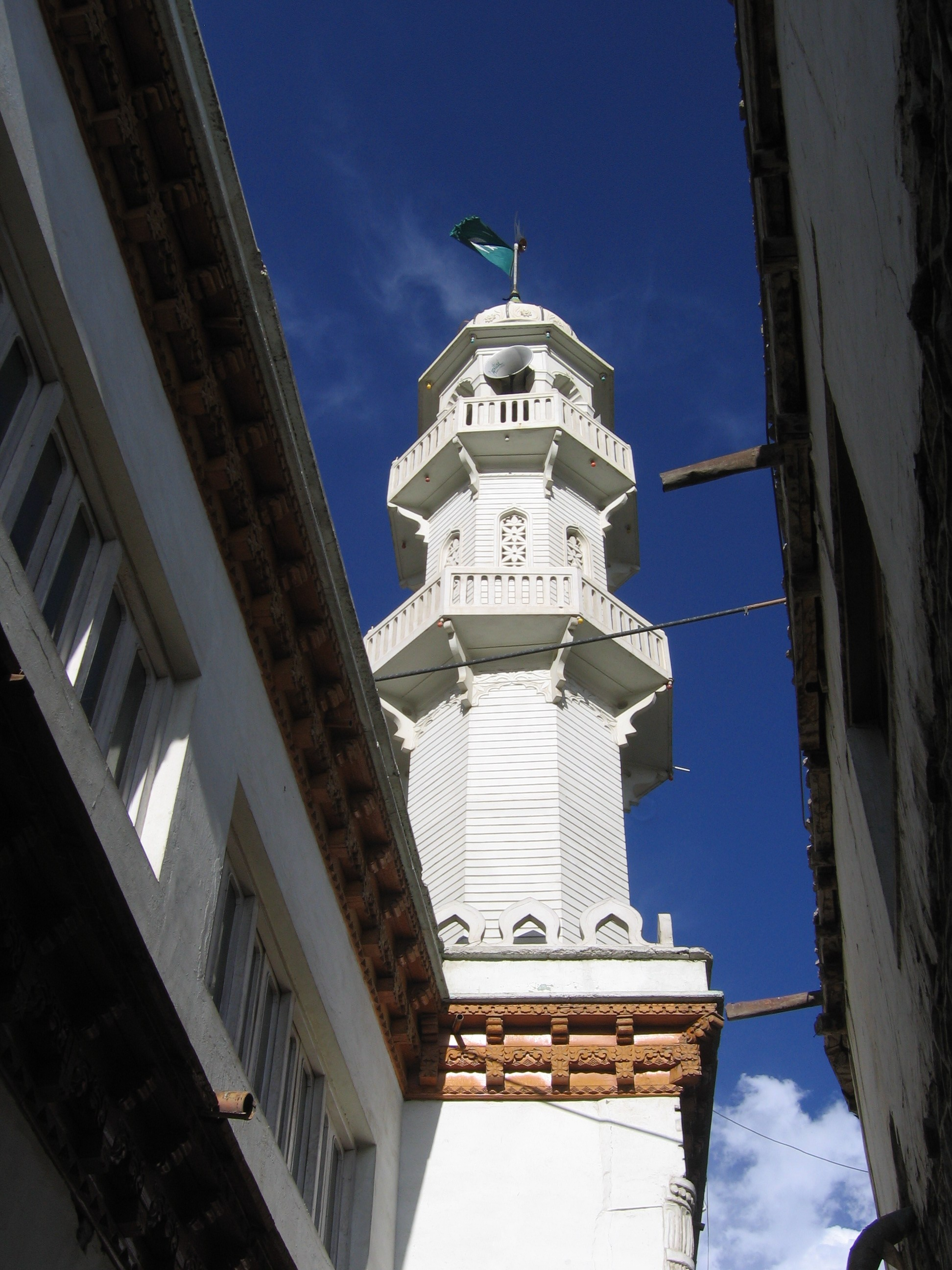
Mezquita de Leh
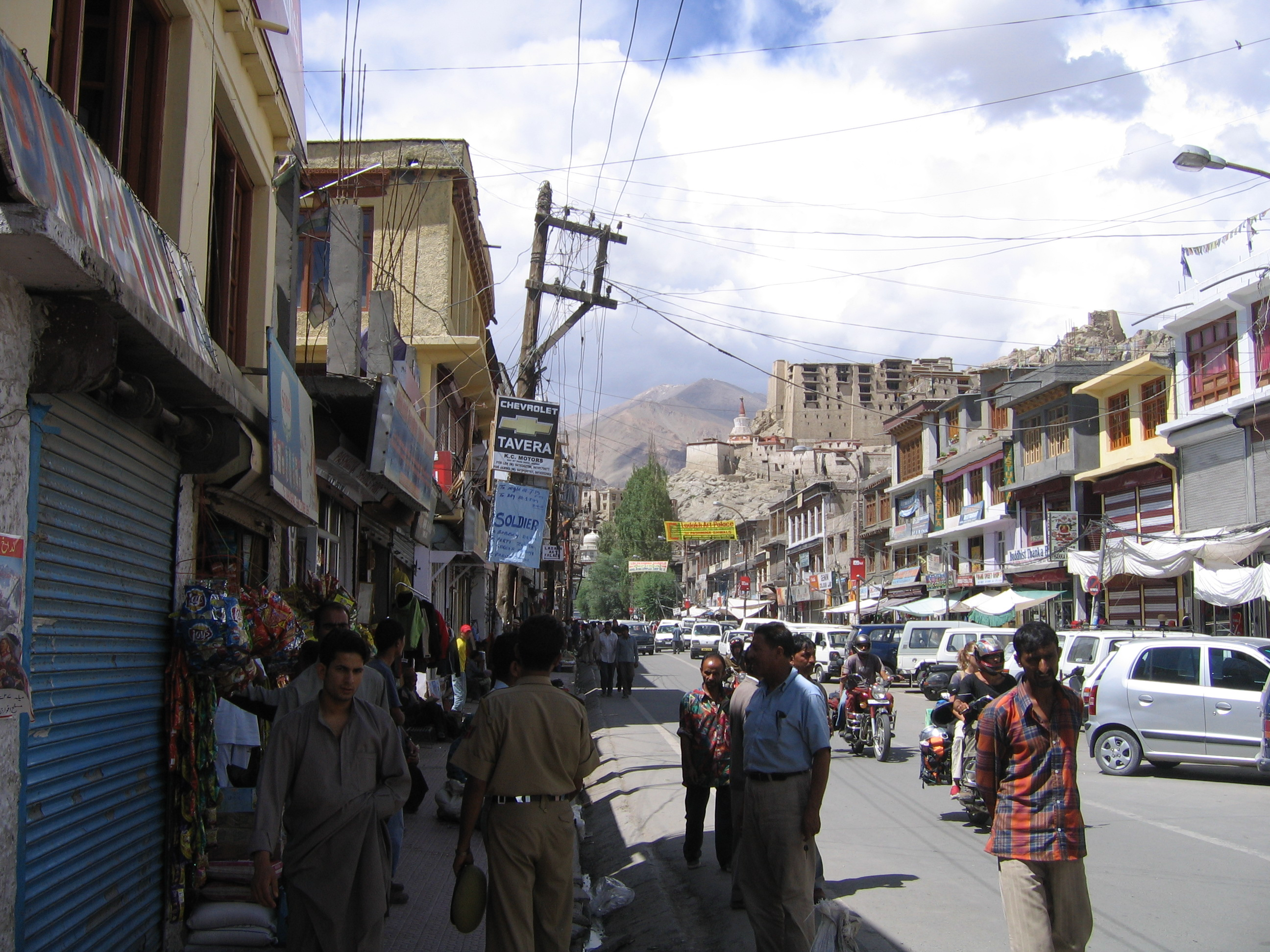
Viejo mercado